# Ячники
Ячники (укр. Яшники) — село, Свиридовский сельский совет, Лохвицкий район, Полтавская область, Украина.
Код КОАТУУ — 5322686205. Население по переписи 2001 года составляло 243 человека.

## Географическое положение
Село Ячники находится на правом берегу реки Сула, выше по течению на расстоянии в 3 км расположено село Лука, ниже по течению на расстоянии в 3 км расположен город Лохвица, на противоположном берегу — село Гирявые Исковцы.
Река в этом месте извилистая, образует лиманы, старицы и заболоченные озёра.

## История
- 1722 — дата основания.

## Улицы
- ул. Октябрьская (укр. вул. Жовтнева)
- ул. Заозёрная (укр. вул. Заозерна)
- ул. Победы (укр. вул. Перемоги)[2]